# 朱祥暉
朱祥暉，湖北省武昌府崇陽縣人，清朝政治人物、進士出身。
光緒十六年（1890年），参加光緒庚寅科殿試，登進士二甲33名。同年五月，改翰林院庶吉士。光緒二十年四月，散館，著以部属用。